# Mount Gloria
Mount Gloria är ett berg i Kanada.   Det ligger i provinsen Alberta, i den centrala delen av landet, 3 000 km väster om huvudstaden Ottawa. Toppen på Mount Gloria är 2 889 meter över havet, eller 210 meter över den omgivande terrängen. Bredden vid basen är 1,6 km.
Terrängen runt Mount Gloria är bergig västerut, men österut är den kuperad.Trakten runt Mount Gloria är nära nog obefolkad, med mindre än två invånare per kvadratkilometer.. Det finns inga samhällen i närheten. 
Trakten runt Mount Gloria består i huvudsak av gräsmarker.